# Kaikaia gaga
Kaikaia es un género de insecto hemíptero endémico de Nicaragua, que contiene la única especie Kaikaia gaga. Fue descrito en 2020 por Brendan Morris, estudiante de doctorado de la Universidad de Illinois en Urbana-Champaign. La especie fue reconocida en los medios de comunicación tras haberse revelado que la elección de su nombre se hizo en honor a Lady Gaga.

## Descubrimiento
En Zootaxa se publicó un artículo sobre su descubrimiento, escrito por Morris y con la colaboración del entomólogo de Illinois Natural History Survey, Christopher Dietrich. K. gaga fue recolectada a principios de la década de 1990 y "permaneció en un museo". Morris comenzó a estudiar la especie en 2012, cuando la recibió junto con bandejas de varios tipos no identificados de insectos de la Biblioteca Carnegie de Pittsburgh. Un conservador de la biblioteca "empezó a darle a Morris cajas de insectos" para que los identificara y estudiara.

## Taxonomía
Kaikaia deriva de la palabra misquita que significa «Ver». El misquito es una lengua indígena de Nicaragua, país en que este insecto fue descubierto originalmente en la década de 1990.
Sobre el nombre del insecto en honor a Gaga, Morris dijo: «Es su tema, como familia de insectos, tener estas formas tan diversas y ajenas que no se esperan de un insecto — Gaga suele traer lo inesperado y lo hace popular...».

## Apariencia
Kaikaia gaga es de color púrpura oscuro y rojo con dos cuernos que sobresalen de la parte superior, que han sido comparados con hombreras.

Un extracto del artículo de Zootaxa detalla el aspecto de Kaikaia (traducción):
Kaikaia es particularmente notable por tener un conjunto de rasgos más característicos de la tribu Centrotinae del Viejo Mundo Beaufortianini que de las tribus centrotinas del Nuevo Mundo actualmente reconocidas. Kaikaia carece de las setas cuculadas de los fémures mesotorácicos, que están presentes en los Boocerini y, en cierta medida, en los Platycentrini. El nuevo género también tiene una vena transversal m-cu adicional en el ala anterior, así como una forma frontoclipeal y una apariencia general similar a Platycentrus Stål. Sin embargo, Kaikaia se diferencia de Platycentrus por la forma estrecha y recta de la segunda valva, que lleva varios dientes dorsales prominentes y una proyección aguda a lo largo del margen dorsal que se asemejan a los de algunos miembros de Nessorhinini.